# Eclissi solare del 10 luglio 1972
L'eclissi solare del 10 luglio 1972 è un evento astronomico che ha avuto luogo il suddetto giorno attorno alle ore 19.46 UTC.L'eclissi, di tipo totale, è stata visibile in alcune parti dell'Asia, del Nord America (Alaska e Canada), del Sud America e della Russia.
La durata della fase massima dell'eclissi è stata di 2 minuti e 36 secondi e l'ombra lunare sulla superficie terrestre raggiunse una larghezza di 175 km; Il punto di massima totalità è stato in Canada tra Baker Lake e Rankin Inlet.
L'eclissi del 10 luglio 1972 è diventata la seconda eclissi solare nel 1972 e la 166ª nel XX secolo. La precedente eclissi solare si è verificata il 16 gennaio 1972, la seguente il 4 gennaio 1973.

## Eclissi correlate

### Eclissi solari 1971 - 1974
Questa eclissi è un membro di una serie semestrale. Un'eclissi in una serie semestrale di eclissi solari si ripete approssimativamente ogni 177 giorni e 4 ore (un semestre) in nodi alternati dell'orbita della Luna.

### Ciclo di Saros 126
L'evento fa parte del ciclo 126 di Saros, che si ripete ogni 18 anni, 11 giorni, contenente 72 eventi. La serie è iniziata con un'eclissi solare parziale il 10 marzo 1179. Comprende eclissi anulari dal 4 giugno 1323 al 4 aprile 1810, eclissi ibride dal 14 aprile 1828 al 6 maggio 1864 ed eclissi totali dal 17 maggio 1882 al 23 agosto 2044. La serie termina al membro 72 con un'eclissi parziale il 3 maggio 2459. La durata più lunga dell'eclissi centrale (anulare o totale) è stata di 6 minuti, con 30 secondi di anularità il 26 giugno 1359. La durata più lunga di una eclissi totale nella serie è stata di 2 minuti e 36 secondi il 10 luglio 1972. Tutte le eclissi di questa serie si verificano nel nodo discendente della Luna.